# Jade Bird
Jade Elizabeth Bird (* 1. Oktober 1997 in Hexham, Northumberland) ist eine englische Folkrockmusikerin aus London.

## Biografie
Die Eltern von Jade Bird waren beim Militär beschäftigt, so dass sie in ihrer Kindheit mehrfach umziehen musste, unter anderem auch nach Deutschland. Als sie 7 war, trennten sich ihre Eltern und sie zog mit Mutter und Großmutter nach Wales. Sie flüchtete in die Musik und begann mit 13 Jahren, eigene Lieder zu schreiben. Damit trat sie auch bei Open-Mic-Veranstaltungen und Wettbewerben auf. Später bewarb sie sich an der Londoner BRIT School und wurde im zweiten Anlauf angenommen. Sie machte sich in der Folkszene der Hauptstadt einen Namen, da sie aber die traditionelle US-amerikanische Musik (Americana) verkörperte, fand sie nur schwer ein Label.
Nachdem sie mit ihrem Song Madeline einen Erfolg bei YouTube gehabt hatte, bekam sie schließlich vom US-Label Glassnote einen Vertrag. 2017 gewann sie den Anchor – Reeperbahn Festival International Music Award in Hamburg. Sie veröffentlichte 2017 ihre erste EP Something American und ging mit dem Americana-Sänger Brett Cobb auf USA-Tour. Anfang 2018 wurde sie bei der Abstimmung Sound of 2018 der BBC in die Liste der Nominierten aufgenommen. Im Frühjahr hatte sie mit Lottery auch einen kleineren Hit, der in den Triple A Charts (Adult Alternative Airplay) in den USA Platz 1 erreichte. Mit Uh Huh und I Get No Joy hatte sie zwischenzeitlich zwei weitere Erfolge, aber erst ein Jahr später erschien ihr nach ihr selbst benanntes Debütalbum. Mit Jade Bird schaffte sie auf Anhieb den Einstieg in die Top 10 der britischen Charts und eine Platzierung in der Schweizer Hitparade. In den USA belegte das Album Platz 1 der Heatseekers Charts.
Danach ging Jade Bird auf Tour und 2020 nahm sie in den USA Songs für ihr zweites Album auf. Im November erschien die Single Headstart.

## Diskografie
Alben
- Something American (EP, 2017)
- Jade Bird (2019)
- Different Kinds of Light (2021)
- Who Wants to Talk About Love? (2025)

Lieder
- Lottery (2018)
- Furious (2018)
- Uh Huh (2018)
- Love Has All Been Done Before (2018)
- I Get No Joy (2019)
- My Motto (2019)
- Headstart (2020)